# Level 42
Level 42 britanski je glazbeni sastav osnovan 1979. Izvornu postavu činili su Mark King, Phil Gould, Boon Gould te Mike Lindup. Vrh popularnosti dosegli su sredinom 1980-ih godina iz kojeg su vremena najveće uspješnice poput „Something About You” (1985.), „Lessons in Love” (1986.), „Running in the Family” (1987.) i druge.

## Studijski albumi
- Level 42 (1981.)
- Strategy / The Early Tapes (1982.)
- The Pursuit of Accidents (1982.)
- *Standing in the Light (1983.)
- True Colours (1984.)
- World Machine (1985.)
- Running in the Family (1987.)
- Staring at the Sun (1988.)
- Guaranteed (1991.)
- Forever Now (1994.)
- Retroglide (2006.)

## Vanjske poveznice
- Stranice sastava